# Sorel (firma)
Sorel je značka zimních bot. Firma je již dlouho populární v Kanadě pro svou vysokou kvalitu a tepelný komfort. Řada Sorel byla založena v roce 1962  ve městě Kitchener, jako dceřiná společnost firmy Kaufman Footwear a stala se jednou z nejznámějších společností na světě vyrábějící boty do chladného počasí. V létě roku 2000 šla společnost Kaufman Footwear do konkurzu a Sorel koupila společnost Columbia Sportswear. Po nákupu značky společností Columbia byla nabídka značky Sorel značka rozšířena o další produkty, jako je nylonové svrchní oblečení a další výrobky související s oděvy. Před úpadkem firmy Kaufman byly boty Sorel vyráběny pouze v Kanadě v Quebecu, dnes probíhá výroba i mimo Kanadu, především v Číně nebo ve Vietnamu.